# Sovodnje
Sovodnje (narečno Sauodnja, furlansko Savogne, italijansko Savogna) je občina v Benečiji v Videmski pokrajini v italijanski deželi Furlaniji - Julijski krajini, ki se nahaja okoli 60 kilometrov severozahodno od Trsta in okoli 25 kilometrov severovzhodno od Vidma, na meji s Slovenijo. Občina, ki se razteza na 22,1 km², je imela 490 prebivalcev po podatkih na dan 30. junija 2017.  
Občina Sovodnje meji na naslednje občine: Kobarid (Slovenija), Garmak, Podbonesec, Sv. Lienart-Podutana, Špeter Slovenov.

## Etnična sestava prebivalstva
Po popisu prebivalstva iz leta 1971 se je 77,2 % prebivalcev v občini Sovodnje opredelilo, da so Slovenci.